# Roger Hannay
Roger Durham Hannay (* 22. September 1930 in Plattsburgh, New York; † 27. Januar 2006 in Chapel Hill, North Carolina) war ein US-amerikanischer Komponist und Musikpädagoge.
Hannay studierte an der Syracuse University und der Boston University und erwarb den Doktorgrad für Musik an der Eastman School of Music. Danach vervollkommnete er seine Ausbildung bei Lukas Foss und Aaron Copland am Berkshire Music Center. Von 1966 bis zu seiner Emeritierung 1995 war er Professor für Komposition an der University of North Carolina. Hier war er Gründungsdirektor des New Music Ensemble, der Composer-Concert Series und des Electronic Music Studio. Außerdem gab er Kurse am Tanglewood Music Center, dem Princeton University Center for Advanced Studies, der Indiana University, in der MacDowell Colony (1982), am Charles Ives Center for American Music (1985), dem Virginia Center for the Creative Arts (1992), bei der Centrum Foundation (1992) und in Yaddo (1992).
Zu den etwa 120 Kompositionen Hannays zählen zehn Sinfonien, fünf Opern und zahlreiche kammermusikalische Werke. Er erhielt u. a. Kompositionsaufträge des North Carolina Symphony Orchestra, der ASCAP, des National Endowment of the Arts und des American Music Center. Von tonalen Anfängen ging Hannay zur Zwölftonmusik über. Er verwandte serielle Techniken und wandte sich in den 1960er Jahren auch der elektronischen Musik und multimedialen Techniken zu. Seine Orchesterwerke wurden u. a. vom Eastman-Rochester Orchestra, der Houston Symphony, der North Carolina Symphony, der Greensboro Symphony, der Winston-Salem Symphony, der Indiana University Symphony und der Fargo-Moorhead Symphony aufgeführt und bei den Labels Capstone und Aucourant eingespielt. 1997 veröffentlichte er eine Sammlung von autobiographischen Essays unter dem Titel My Book of Life.